# Michel Desvigne
Pour les articles homonymes, voir Desvignes.
Vous pouvez aider à l'améliorer ou bien discuter des problèmes sur sa page de discussion.
- Il ne s’appuie pas, ou pas assez, sur des sources secondaires ou tertiaires. (Marqué depuis juillet 2017)
- Sa forme n’est pas encyclopédique et ressemble trop à un curriculum vitæ. Modifiez le texte pour aider à le transformer en article neutre. (Marqué depuis juillet 2017)

- Archive Wikiwix
- Bing
- Cairn
- DuckDuckGo
- E. Universalis
- Gallica
- Google
- G. Books
- G. News
- G. Scholar
- Persée
- Qwant
- (zh) Baidu
- (ru) Yandex
- (wd) trouver des œuvres sur Wikidata

Michel Desvigne est un paysagiste français né à Montbéliard le 24 janvier 1958. Il a réalisé de nombreux aménagements de jardins et espaces publics, et transposé des « systèmes de parcs » américains sur de grands territoires européens, contribuant ainsi à la requalification des périphéries des villes sous forme de « lisières » épaisses, paysages intermédiaires propices à l'interaction entre le monde agricole et le périurbain. Il reçoit le grand prix de l'urbanisme en 2011.

## Biographie

### De l'école de paysage à la villa Medicis
Michel Desvigne obtient un diplôme de botanique et de géologie à l'université Lyon-II en 1979. Il intègre ensuite l’École nationale supérieure du paysage de Versailles où il suit l’enseignement de Michel Corajoud. Il obtient son diplôme de paysagiste DPLG en 1984.
Lauréat en 1986 du concours de l'Académie de France à Rome section architecture, Michel Desvigne est le premier paysagiste à intégrer la Villa Médicis dont il est pensionnaire entre 1986 et 1988. Il y produit les « Jardins élémentaires ». Certains de ses dessins seront intégrés en 2013 aux collections du Centre Georges-Pompidou. Une aide du FIACRE (le fonds d'incitation à la création d'entreprise français du ministère de la Culture) lui permet à son retour de poursuivre ses recherches.

### Premières réalisations
En 1989, Renzo Piano lui confie le jardin de son opération de la rue de Meaux à Paris. Remarqué, ce « square des Bouleaux » composé de 110 bouleaux, à l’intérieur de l’étroite cour de l’ensemble de logements sociaux, réalisé en 1990, le lance. Suivent de nombreux projets : plusieurs espaces publics à Lyon (dont le Jardin Caille et la place des Célestins 1990-1994), l’entrée de ville de Montpellier (1993), les abords des gares du TGV Méditerranée (avec Jean-Marie Duthilleul, 1992-2002), le plan-paysage d’Issoudun.
De 1983 à 1986, Michel Desvigne mène divers projets et réalisations, seul ou en collaboration avec les paysagistes Christine Dalnoky, Michel Corajoud et Alexandre Chemetoff. 

### Projets d'envergure et reconnaissance
En 2000, Michel Desvigne reçoit la médaille de l’Académie d'architecture.
Il est nommé chevalier des Arts et des Lettres en 2003.  
Appelé par des architectes de renom, Michel Desvigne réalise de nombreux projets à l’étranger parmi lesquels on peut citer : le parc de la péninsule de Greenwich à Londres (avec Richard Rogers, 1997-2000), les espaces extérieurs et jardins du Dallas Center for the Performing Arts (avec Foster + Partners et OMA Rem Koolhaas, 2004-2009), le parc Dräi Eechelen à Luxembourg (avec Ieoh Ming Pei, 1999-2008), la place centrale d’Almere aux Pays-Bas (avec Rem Koolhaas, 2000-2005), la réinterprétation d’un jardin de Noguchi pour l'université Keiō de Tokyo (avec Kengo Kuma 2004-2005).
Il mène de front ces projets avec plusieurs études à grande échelle, comme le développement de Bordeaux Rive droite (2000-2004), la transformation d’une vallée industrielle, la Lower Lea Valley, à Londres (avec Herzog & de Meuron, 2004), un plan de développement urbain et paysager à Burgos, en Espagne (avec Herzog & de Meuron, 2006-2011), la trame paysagère du projet Lyon Confluence 2.
Michel Desvigne obtient en 2011 le Grand Prix de l’Urbanisme pour sa constante contribution à la réflexion sur la ville et le territoire.
Simultanément à de nombreuses collaborations avec des architectes et urbanistes, mondialement connus ou débutants, Michel Desvigne est aussi parfois leur mandataire pour des projets d’envergure tels que le cluster Paris-Saclay (7 700 ha et 30 km de long, 2010-2021), Euralens et la chaîne de parcs du bassin minier (2010-2016), ou le Vieux-Port de Marseille (2012-2016).
Parmi ses réalisations récentes on compte des projets d’échelles et de natures (programmes) variés : le jardin de préfiguration de l’Ile Seguin avec l'architecte Inessa Hansch (2010), jardin des étangs Gobert de Versailles avec l'architecte Inessa Hansch (2013), la place centrale de Lyon Confluence (2014), le parvis du stade de Bordeaux avec Herzog & De Meuron (2015), le nouveau parvis du campus de Jussieu (2015), l'aménagement des espaces publics de la presqu’île de Caen avec l'architecte Inessa Hansch (2016), le Parc aux Angéliques de Bordeaux (2017) pour lequel il salue le courage des décisionnaires publics, ayant accepté de consacrer plusieurs dizaines d'hectares constructibles à la réalisation d'un parc.

### Enseignement et conseils d'administration
Parallèlement à son exercice de concepteur, Michel Desvigne s’est toujours gardé du temps pour enseigner. Il enseigne régulièrement dans plusieurs universités d’architecture à travers le monde : ENSP (Versailles, France), EPFL (Lausanne, Suisse), UCL (Louvain, Belgique), AA School of Architecture (Londres, Royaume-Uni), Accademia di architettura (Mendrisio, Suisse).
Il enseigne le projet à la Harvard Graduate School of Design avec l'architecte Inessa Hansch.
Michel Desvigne préside depuis 2008 le conseil d’administration de l’École nationale supérieure du paysage (ENSP) située à Versailles.
Il est membre du CA de la commission nationale française pour l’UNESCO depuis 2013.

## Projets

### Réalisations
- 2012-2017, il est mandataire pour l'opération du Parc aux Angéliques de Bordeaux, avec l'architecte Inessa Hansch. Le parc se réalise au fur et à mesure de la libération des parcelles[1].
- 2012-2016, il crée la surprise en revitalisant l'espace public du Vieux Port de Marseille[1], en tant que mandataire et avec Norman Foster.
- 2013-2016 : Espace publics de la Presqu’île de Caen, en tant que mandataire et avec l'architecte Inessa Hansch’ien
- 2013-2016 : Ensemble de logements Castagnola à Lugano en Suisse, avec Herzog & de Meuron
- 2010-2016 : Euralens centralité, en tant que mandataire, avec Christian de Portzemparc et l'architecte Inessa Hansch
- 2009-2016 : Auditorium de Rezé avec Rudy Riccioti
- 2008-2016 : Ensemble de logements Kanaal à Anvers en Belgique, avec Stéphane Beel et Coussée Goris
- 2000-2016 : Meudon Campus à Meudon, avec Pei Cobb Freed & Partners
- 2011-2015 : Wadi Park de Lusail au Qatar, avec Architecture Studio
- 2012-2015 : Stade Matumut Atlantique de Bordeaux, avec Herzog & de Meuron
- 2013-2015 : Parvis du campus Jussieu, Paris, avec Architecture Studio
- 2008-2015 : Place Thiers de Nancy
- 2007-2015 : Cité des Sciences et campus Fonds Belval à Esch-sur-Alzette au Luxembourg, en tant que mandataire
- 2007-2015 : Jardin en R+1 de l’entrepôt Macdonald à Paris, Avec Xaveer De Geyter
- 2006-2015 : Saint-Louis Art Museum dans le Missouri aux États-Unis, avec David Chipperfield
- 2013-2014 : Jardin des essais de Saclay, en tant que mandataire
- 2010-2014 : Place centrale de Lyon Confluence, avec Herzog & De Meuron & Christian de Portzemparc
- 2011-2014 : Parvis de la cathédrale d’Evreux
- 2007-2014 : Jardins de la Lironde à Montpellier, en collaboration avec Christine Dalnoky et avec Christian de Portzemparc
- 2003-2014 : Centre des Quinconces au Mans, avec Babin + Renaud
- 2013 : Siège Social de Biomérieux à Marcy l’Étoile, avec Valode et Pistre
- 2010-2013 : Jardin des Etangs Gobert à Versailles, en tant que mandataire et avec l'architecte Inessa Hansch
- 2010-2013 : Boulevards de Lusail au Qatar, avec Architecture Studio
- 2009-2013 : Parvis du familistère de Guise
- 2009-2013 : Forêt du district d’Otemachi à Tokyo
- 2008-2013 : Jardin du musée d’arts Islamiques de Doha au Qatar, avec Pei Cobb Freed & Partners
- 2007-2012 : Tramway des maréchaux est (T3b) à Paris, avec Antoine Grumbach
- 2006-2013 : Maison de la radio à Paris, avec Architecture Studio
- 1998-2013 : Parc Charpak de Montpellier, en collaboration avec Christine Dalnoky
- 2012 : Lusail South Waterfront au Qatar, avec Architecture Studio
- 2012 : Centre de bus RATP rue de Pyrénées à Paris
- 2006-2012 : Burgos Bulevar en Espagne, avec Herzog & De Meuron
- 2005-2012 : Place de la gare de Thionville
- 2009-2011 : Jardin du ministère de la culture, en tant que mandataire et avec Francis Soler et Patrick Blanc
- 2007-2011 : Jardins de la BMCE BANK de Rabat, Casablanca et Fez au Maroc, avec Norman Foster
- 2009-2010 : Jardin de préfiguration de l’île Seguin, en tant que mandataire et avec l'architecte Inessa Hansch
- 2005-2010 : Dalston Lane South à Londres en Grande-Bretagne
- 2004-2010 : Waterfront de Bratislava en Slovaquie, en tant que mandataire et avec l'architecte Inessa Hansch
- 2009 : Parc du Millénaire à Aubervilliers, en tant que mandataire
- 2009 : Reims quartier Bezannes
- 2006-2009 : Muséoparc d’Alésia à Alise-Sainte-Reine, avec Bernard Tschumi
- 2006-2009 : Jardin de l’Agricultural Bank of China Data center à Shanghai
- 2005-2009 : Docks de Paris, Cité de la mode et du design, avec Jakob + MacFarlane
- 2005-2009 : Zénith de Saint-Étienne, avec Norman Foster
- 2004-2009 : Sammons Park, AT&T Performing Art Center à Dallas au Texas, États-Unis, avec  Norman Foster
- 2000-2009 : Parc Draï Eechelen à Luxembourg, en tant que mandataire et avec Pei Cobb Freed & Partners
- 2002-2008 : Flying Brook Farm à Litchfield dans le Connecticut aux États-Unis, en tant que mandataire
- 2004-2007 : Place de la gare de Strasbourg
- 1999-2007 : Rabotpark à Gand en Belgique, avec Stephan Beel
- 1999-2007 : Palais de Justice de Gand en Belgique, avec Stephan Beel
- 2004-2006 : Zénith de Limoges, avec Bernard Tschumi
- 2004-2006 : Jardin Noguchi de la Keio University de Tokyo au Japon, avec Kengo Kuma
- 2002-2006 : Tramway des maréchaux sud (T3a) à Paris, avec Antoine GrumbachSquare Vinet à Bordeaux, réalisé en 2005 avec le botaniste Patrick Blanc.

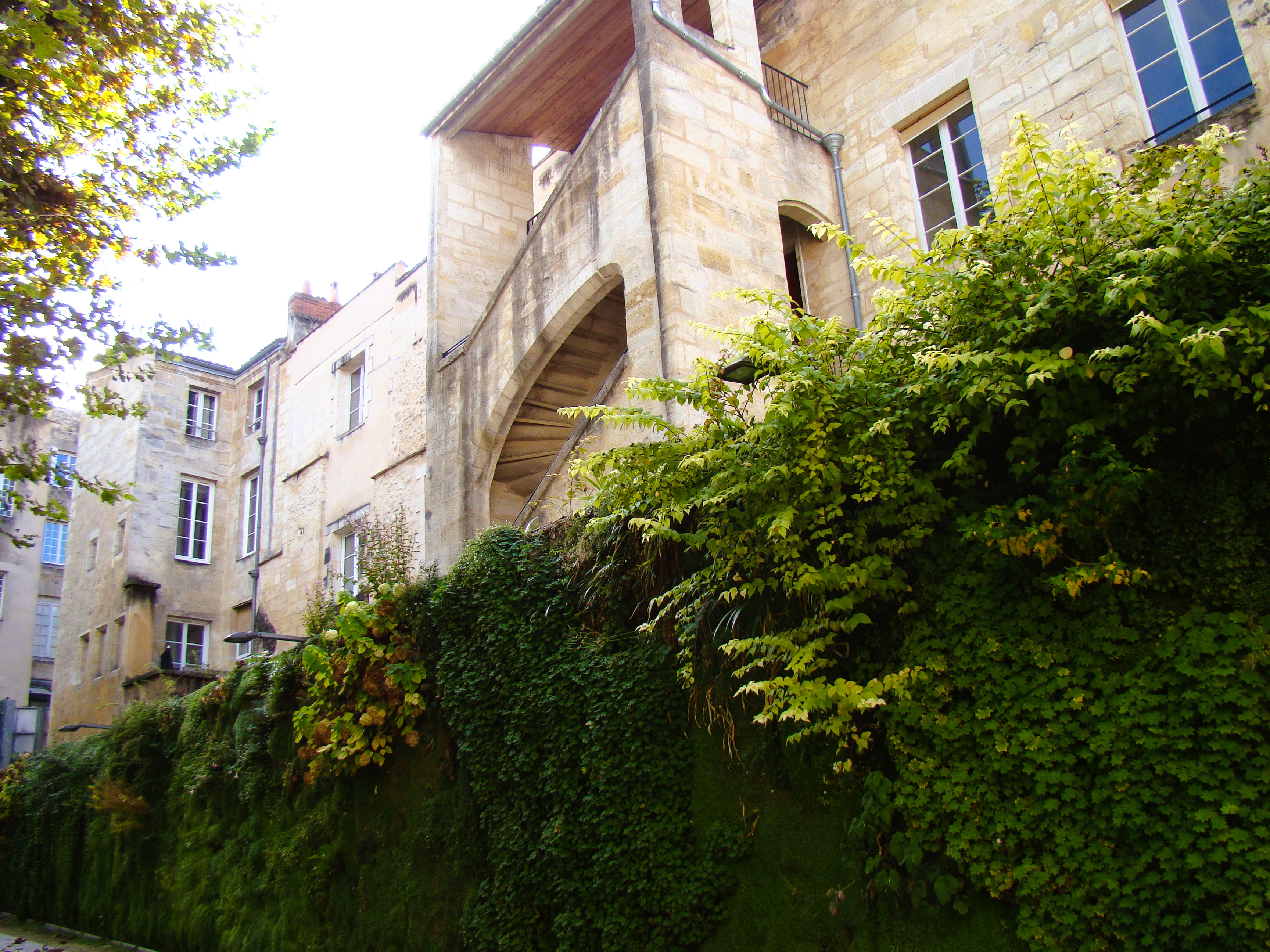
Square Vinet à Bordeaux, réalisé en 2005 avec le botaniste Patrick Blanc.

- 2001-2006 : Port d’Eilandje à Anvers en Belgique
- 2004-2005 : Entrée sud du parc floral de Bordeaux
- 2004-2005 : Square Vinet de Bordeaux, en tant que mandataire et avec Partick Blanc
- 2004-2005 : One New Change à Londres au Royaume-Uni, avec Jean Nouvel
- 2001-2005 : Cité Nature d’Arras, avec Jean Nouvel
- 2001-2004 : Jardin du ministère de la culture 1, en tant que mandataire
- 2001-2003 : Siège social de Vacheron et Constantin à Plan-lès-Ouates en Suisse, avec Bernard Tschumi
- 2000-2002 : Centre commercial Belle Épine
- 1994-2002 : Gare TGV d’Avignon
- 1994-2002 : Quartier Alesia Montsouris à Paris
- 2000-2001 : Waterfront d’Almere aux Pays-Bas, avec Rem Koolhaas
- 1997-2001 : Gare de l’Arbois,
- 1995-2001 : Gerling Ring à Cologne en Allemagne, avec Norman Foster
- 1999-2000 : Middelheim Museum Park à Anvers en Belgique, avec Stephane Beel
- 1998-2000 : Crentraal Museum d’Anvers en Belgique, avec Stephane Beel
- 1997-2000 : Greenwich Peninsula Millenium Park à Londres au Royaume-Uni, avec Richard Rogers
- 1993-2000 : Avenue Pierre Mendès France à Montpellier
- 1992-2000 : Parc du Lez à Montpellier
- 1999 : Quai de Saône de Lyon Confluence
- 1996-1999 : Square James Joyce à Paris
- 1994-1996 : Parlement Européen à Strasbourg
- 1994 : Square de la Couronne à Nîmes
- 1993-1994 : Parc de la Théols à Issoudun
- 1991-1994 : Place des Célestins à Lyon, avec Daniel Buren
- 1989-1994 : Usine Thompson à Guyancourt, avec Renzo Piano
- 1989-1994 : Chemin du Viaduc à Lyon, en collaboration
- 1990-1992 : Jardin Caille de Lyon, en collaboration
- 1989-1992 : Square des Bouleaux à Paris, avec Renzo Piano

Les projets menés entre 1989 et 2002 font l'objet d'une collaboration avec la paysagiste Christine Dalnoky.

### Projets en cours
- 2017-en cours : Bordeaux Merignac Soleil, avec Rem Koolhaas
- 2017-en cours : Musée d'Art moderne et contemporain de Beyrouth
- 2017-en cours : Parc Girodet à Bourg-lès-Valence
- 2016-en cours : Detroit Est Riverfront dans le Michigan aux États-Unis, avec les architectes SOM
- 2016-en cours : Il Parco Centrale de Prato en Italie
- 2016-en cours : Ilot Morland à Paris, avec David Chipperfield
- 2015-en cours : Ireo Riverfroint Hospitality Development à Maharashtra en Inde, avec Massimiliano Fuksas
- 2015-en cours : Lyon Confluence 2 îlot B2, avec Diener & Diener Architekten
- 2014-en cours : Jardins Albert Kahn à Boulogne-Billancourt, avec Kengo Kuma
- 2014-en cours : Endurance village à Doha au Qatar, avec Rem Koolhaas
- 2014-en cours : Orbital Highway à Doha au Qatar, avec Rem Koolhaas
- 2014-en cours : Michelin Corbett à Gurgaon en Inde, avec OBR
- 2014-en cours : Quai de Southampton au Havre, en tant que mandataire et avec l’architecte Inessa Hansch
- 2014-en cours : Port de Cordemais, métropole Nantes Saint-Nazaire, en tant que mandataire et avec l’architecte Inessa Hansch
- 2014-en cours : Parc Naturel Agricole, métropole Nantes Saint-Nazaire, en tant que mandataire et avec l’architecte Inessa Hansch
- 2014-en cours : Ensemble Buffon Poliveau à Paris, avec Jean-Marc Duthilleul
- 2014-en cours : îlot Maillol Raspail Bac Grenelle à Paris
- 2014-en cours : Ensemble de logements à Vanves, avec Kengo Kuma
- 2014-en cours : Pont Jean-Jacques Bosc, avec Rem Koolhaas
- 2013-en cours : Novartis Campus à East-Havover dans le New-Jersey aux États-Unis, en tant que mandataire et avec l’architecte Inessa Hansch
- 2013-en cours : Lyon Confluence 2 îlot A3, avec Herzog & De Meuron
- 2012-en cours : Province Headquarters à Anvers en Belgique, avec Xaveer De Geyter
- 2012-en cours : Quartier Bastide Brazza Nord à Bordeaux, avec Youssef Tohmé
- 2012-en cours : Chaîne des parcs de Marseille, en tant que mandataire
- 2011-en cours : HIA airport City à Doha au Qatar, avec Rem Koolhaas
- 2011-en cours : Lusail Pocket Gardens à Doha au Qatar, avec Architecture Studio
- 2010-en cours : Lusail Marina district à Doha au Qatar, avec Architecture Studio
- 2010-en cours : Lusail East Waterfront à Doha au Qatar, avec Architecture Studio
- 2010-en cours : Quartier Bercy-Charenton à Paris, avec Richard Rogers, TVK et Jean Nouvel
- 2009-en cours : Musée du Louvre d’Abu Dhabi aux Émirats arabes unis, avec Jean Nouvel
- 2009-en cours : Saclay campus Sud, en tant que mandataire
- 2009-en cours : Cluster Paris-Saclay, en tant que mandataire
- 2009-en cours : Lisières sud à Saclay, en tant que mandataire
- 2009-en cours : Quartier de l’école Polytechnique à Saclay, en tant que mandataire
- 2008-en cours : Complexe culturel d’Oman à Muscat dans le sultanat d’Oman, avec Architecture Studio
- 2007-en cours : Quartier KAT à Anvers, avec David Chipperfield
- 2007-en cours : parvis de la gare d’Austerlitz, avec Jean Nouvel
- 2007-en cours : Museum voor Midden-Afrika (KMMA) à Tervuren en Belgique, avec Stephane Beel
- 2006-en cours : Place Rogier à Bruxelles en Belgique, avec Xaveer De Geyter
- 2006-en cours : Variante all’ abitato di vallina, due nuovi ponti sull’ Arno à Vallina en Italie
- 2006-en cours : Alésia Museo Park à Alise-Sainte-Reine avec Bernard Tschumi
- 2005-en cours : Quartier Monges Croix sud à Cornebarrieu, avec Bruno Fortier
- 2005-en cours : Quais Vieille Lisses à Courtrai en Belgique, en tant que mandataire
- 2003-en cours : quartier Nouveau Saint Roch à Montpellier, avec Alexandre Chemetoff

### Études urbaines
- 2017 : Sette Belissimi Broli à Milan en Italie, avec Cino Zucchi Architetti
- 2016 : Manoël Island masterplan à Malte, avec Norman Foster
- 2011-2016 : paris Seine Est, avec Finn Geipel
- 2014-2016 : Seine Park 2, avec Jean-Louis Subileau et l’architecte Inessa Hansch
- 2015 : Garden Ring à Moscou en Russie
- 2014-2015 : Caserne Pion à Versailles, en tant que mandataire et avec Jean-Louis Sublieau, Philippe Prost et l’architecte Inessa Hansch
- 2013-2015 : Chaîne des parcs d’Euralens, en tant que mandataire et avec l’architecte Inessa Hansch
- 2013-2014 : Qatar Cultural and Sports Hub à Doha au Qatar, avec Rem Koolhaas
- 2012-2014 : Gare du Bourget
- 2012-2014 : Plan Guide de Marseille, en tant que mandataire
- 2013 : Étude Urbaine au Havre, en tant que mandataire et avec l’architecte Inessa Hansch
- 2010-2013 : Paris-Saclay plateau de Satory, en tant que mandataire et avec Xaveer De Geyter
- 2008-2013 : Lusail development au Qatar, avec Architecture Studio
- 2012 : Lusail Olympic precinct au Qatar, avec Rem Koolhaas
- 2012 : Qatar University à Doha au Qatar, avec Rem Koolhaas
- 2012 : Plaine commune, avec Jean-Louis Subileau
- 2012 : QCAA Headquarters, avec Grimshaw Architects
- 2011-2012 : Lille Métropole 2030, avec Xaveer de Geyter, Floris Alkemade et Inessa Hansch
- 2011-2012 : Skolkovo Innovation Center à Moscou en Russie, avec Herzog & De Meuron
- 2011-2012 : Grand Paris, avec Jean Nouvel
- 2010-2012 : Toulouse centre-ville, avec Joan Busquets
- 2009-2012 : Schéma directeur de Dunkerque, en tant que mandataire et avec Joan Busquets
- 2009-2012 : Lyon Confluence 2, avec Herzog & De Meuron
- 2008-2012 : New Qatar National Museum à Doha au Qatar, avec Jean Nouvel
- 2005-2012 : Euroméditerranée, avec Massimilano Fuksas
- 2010-2011 : Tour & Taxis à Bruxelles en Belgique
- 2010 : Avenue de l’Europe à Versailles, avec Xaveer de Geyter
- 2009-2010 : Vista Palace à Roquebrune Cap Martin
- 2004-2010 : Schéma directeur de l’île Seguin, avec François Grether
- 2009 : Chate du paysage Icade
- 2009 : West kowloon cultural district à Hong-Kong en Chine, avec Norman Foster
- 2009 : Corniche de Doha au Qatar, avec Jean Nouvel
- 2008-2009 : Jardin botanique national de Belgique
- 2008 : Lacanau Océan front de mer, en tant que mandataire et avec Inessa Hansch
- 2008 : Haven Green transport interchange à Londres
- 2008 : Monaco urbanisation en mer, avec Norman Foster
- 2008 : Masterplan Nancy Grand Cœur
- 2008 : La Défense, avec l'AUC (Djamel Klouche, Caroline Poulin, François Decoster, Alessandro Gess)
- 2008 : Nya Årstafältet à Stockholm en Suède, avec Archi5 Architectes
- 2006-2008 : Plan de développement urbain et paysager de Cergy-Pontoise
- 2007-2008 : Oude Dokken à Gand en Belgique, avec Rem Koolhaas et Floris Alkemade
- 2007 : Bishops square à Londres, avec Norman Foster
- 2007 : Pushkin museum à Moscou en Russie, avec Norman Foster
- 2006-2007 : Plaine du Var, avec Rem Koolhaas et Floris Alkemade
- 2005-2007 : Militair Hospitaal à Anvers en Belgique, avec Stephane Beel
- 2005 : Parc André Meunier à Bordeaux
- 2005 : Bordeaux Rive Droite, avec Bruno Fortier
- 2005 : Canal Seine Nord Europe
- 2005 : Biesbosch Stad à Rotterdam aux Pays-Bas
- 2002-2005 : Charte des paysages de Bordeaux
- 2002-2005 : Walker Art center, avec Herzog & De Meuron
- 2004 : Parc de Monte Carlo
- 2001-2004 : Edinburgh Royal Infirmary au Royaume-Uni, avec Norman Foster
- 2003-2004 : Plan Guide Garonne à Bordeaux
- 2003 : Territoire d’Issoudun
- 2003 : LGV Rhin-Rhône
- 2000-2001 : Parc Emmanuel-Kant à Duisbourg en Allemagne, avec François Grether
- 2000-2004 : Lyon Confluence 1, avec François Grether
- 1999 : Sieroterapico Parco à Milan en Italie, en collaboration avec Christine Dalnoky
- 1998 : Avignon Courtine et quartier de la gare, en collaboration avec Christine Dalnoky  et avec Jean-Michel Wilmotte
- 1991-2002 : Port Marianne à Montpellier, en collaboration avec Christine Dalnoky
- 1990 : Sistiana à Trieste en Italie, en collaboration avec Christine Dalnoky  et avec Renzo Piano
- 1987 : Newport Harbour Art Museum à Los Angeles en  Californie aux États-Unis, en collaboration avec Christine Dalnoky et avec Renzo Piano

## Principales expositions
- Design after design, XXIe triennale de Milan, Pirelli HangarBicocca, Milan, 2 avril - 12 septembre 2016.
- Michel Desvigne, Centre Georges Pompidou, Paris, exposition 2014
- Paris-Saclay, le futur en chantier(s), Maison de l’architecture, du 28 novembre au 20 décembre 2014.
- Marseille Vieux Port, Prix Européen de l’espace public urbain, Centre de Cultura Contemporània de Barcelona, mai - juin 2014.
- Vues d’en haut, Centre Pompidou-Metz, du 14 mai au 7 octobre 2013.
- Making City, the International Architecture Biennale Rotterdam (IABR), 2012.
- EuropaCity,  Maison de l’Architecture, Paris France, septembre - octobre 2012.
- European Biennal of Landscape Architecture, Barcelone, septembre 2012.
- RE-cycle. Strategies for architecture, city and planet, MAXXI – National Museum of XXI Century Arts, Rome, Italie, novembre 2011- avril 2012.
- La ville fertile, Cité de l’architecture & du patrimoine, Paris France, mars - juillet 2011.
- 12 campus du 21e siècle, Cité de l’architecture et du patrimoine, 28 octobre – 6 décembre 2010.
- La ville mobile, Biennale Internationale Design 2010, Saint-Étienne, France, novembre-décembre 2010.
- Natures Intermédiaires, Centre d’architecture Arc-en-Rêve à Bordeaux, 3 juin/30 octobre 2005.
- Biennale Internationale d’Architecture de Rotterdam, 26 mai/26 juin 2005.
- Groundswell : Constructing the Contemporary Landscape, MoMA New-York, 25 février /16 mai 2005.
- Territoires partagés, l’Archipel métropolitain, Pavillon de l’Arsenal, Paris, septembre 2002.
- European Biennal of Landscape Exhibition, Barcelone, avril 2001.
- Territories : Contemporary European Landscape Design, Harvard Design School, Department of Landscape Architecture, Boston USA, April 2001.
- Paris, la ville et ses projets : ZAC Seine Rive-Gauche, Pavillon de l’Arsenal, Paris, décembre 1997.
- Exposition Export, donner à voir l’architecture que la France exporte, I.F.A., Paris, février 1997.
- Michel Desvigne, L. Benech, J.-M. Duthilleul, H. Gaudin, S. Marot, Architectes et paysagistes, deux professions qui cohabitent?, Cycle Jardins et paysages, Centre Georges-Pompidou, janvier 1997.
- The landscape, Four international Landscape designers, Fondation Desingel, Anvers, mars 1995.
- Architecture et Paysage, Maison de l’Architecture, Paris, juin 1993.
- Jardin éphémère, Festival des Jardins de Chaumont-sur-Loire, 1992 et 1993.
- Places de Lyon 24 projets, Hôtel de ville de Lyon, août 1990.
- Terrae incognitae. Utopies 89, L’Europe des Créateurs, Grand-Palais, Paris, décembre 1989.
- Jardins élémentaires, Villa Médicis, Rome, septembre 1987.

## Prix et distinctions
- Prix City&Brand Landscape : paysage iconique. Triennale de Milan, Italie.
- Prix « Les Défis Urbains » 2016, pour le projet des Marches de Saint-Pierre, Toulouse, France.
- Prix européen de l'Aménagement de l'espace public urbain 2014, pour la requalification du Vieux-Port de Marseille.
- Mention spéciale du jury « politique urbaine et architecturale », Ville de Versailles, Maitrise d’ouvrage publique, 2014.
- Prix de l’aménagement urbain, Groupe Moniteur, 2013, Catégorie Territoires métropolitains pour l’aménagement du Vieux-Port de Marseille, France.
- Lauréat du grand prix de l'urbanisme, 2011.
- Prix luxembourgeois d'architecture, domaine Paysagisme pour le parc Draï Eechelen (Luxembourg), 2011.
- Civic Trust Award décerné en septembre 2002, pour la réalisation de la péninsule de Greenwich
- « Diploma com a Finalista » décerné en janvier 2002 par le jury international du prix européen du paysage Rosa Barba, pour la réalisation de la péninsule de Greenwich
- Médaille de l'Académie d'architecture en 2000

## Décoration
- Chevalier de l'ordre des Arts et des Lettres, 2003

## Enseignement
- Depuis 2014, il enseigne à l’université Harvard aux États-Unis.
- De 2006 à 2012, il est professeur permanent à l'Accademia di Architettura di Mendrisio en Suisse.
- En 2000, il réalise des interventions à l’Architectural Association School of Architecture de Londres.
- En 1999, il est professeur invité à l’université Harvard aux États-Unis.
- De 1994 à 1998, il est professeur invité à l’Institut d’architecture de l'université de Genève en Suisse.
- En 1993, il est professeur invité à l’École polytechnique fédérale de Lausanne en Suisse.
- De 1985 à 1995, il est responsable d’un atelier de projet à École nationale supérieure du paysage de Versailles.